# Trawniki (gmina)
Trawniki – gmina wiejska w województwie lubelskim, w powiecie świdnickim. W latach 1975–1998 gmina położona była w województwie lubelskim. Stanowi część aglomeracji lubelskiej zgodnie z koncepcją P. Swianiewicza i U. Klimskiej. 
Siedziba gminy to Trawniki.
Według danych z 30 czerwca 2004 gminę zamieszkiwało 9115 osób. Według danych z 2014 roku gminę Trawniki zamieszkiwały 9102 osoby. 
W wyborach parlamentarnych w 2007 w gminie Trawniki padł rekord poparcia dla Samoobrony Patriotycznej. Za tą partią opowiedziało się 3,77% głosujących w gminie.

## Struktura powierzchni
Według danych z roku 2002 gmina Trawniki ma obszar 84,16 km², w tym:
- użytki rolne: 85%
- użytki leśne: 7%

Gmina stanowi 17,95% powierzchni powiatu.

## Demografia

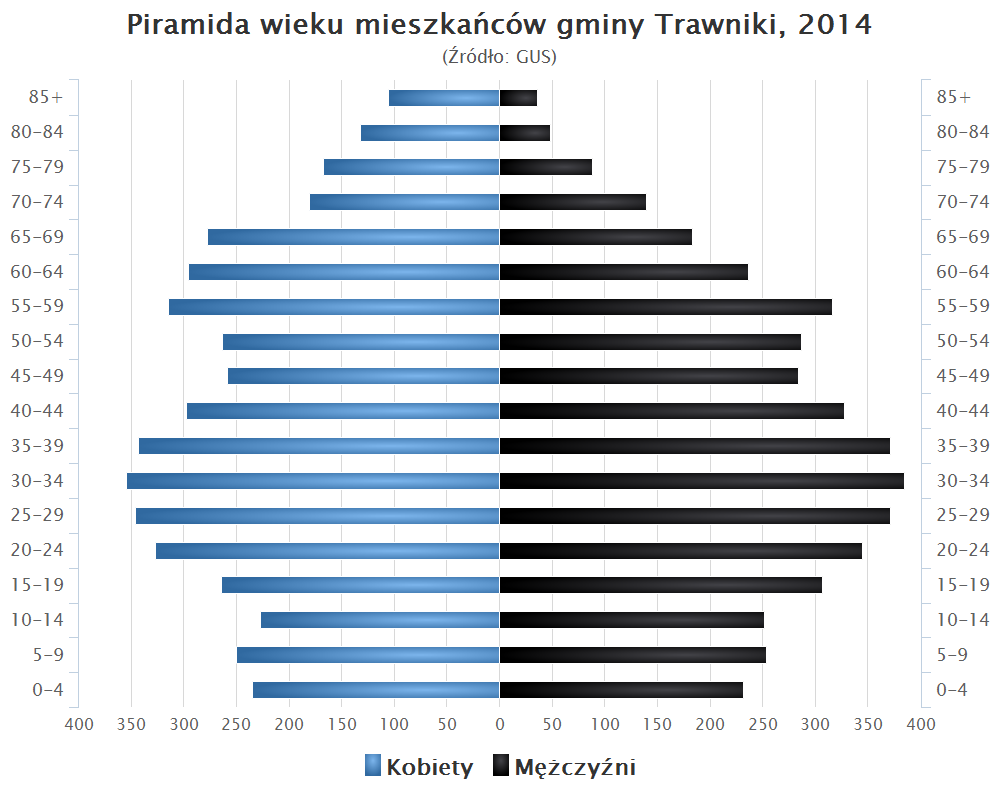
Piramida wieku mieszkańców gminy Trawniki w 2014 roku

Dane z 30 czerwca 2004:
| Opis                              | Ogółem | Ogółem | Kobiety | Kobiety | Mężczyźni | Mężczyźni |
| --------------------------------- | ------ | ------ | ------- | ------- | --------- | --------- |
| Jednostka                         | osób   | %      | osób    | %       | osób      | %         |
| Populacja                         | 9225   | 100    | 4677    | 50,7    | 4548      | 49,3      |
| Gęstość zaludnienia [mieszk./km²] | 109,6  | 109,6  | 55,6    | 55,6    | 54        | 54        |

## Sołectwa
Biskupice, Bonów, Dorohucza, Ewopole, Oleśniki, Pełczyn, Siostrzytów, Struża, Struża-Kolonia, Trawniki, Trawniki-Kolonia.
Miejscowość bez statusu sołectwa: Majdan Siostrzytowski.

## Sąsiednie gminy
Fajsławice, Łopiennik Górny, Milejów, Piaski, Rejowiec Fabryczny, Siedliszcze